# NK Bobovac Vareš
NK Bobovac je bivši hrvatski nogometni klub iz Vareša, BiH. 

## Povijest
Osnovan je ratne 1993. godine. Postojao je kratko vrijeme u hrvatskoj enklavi na Daštanskom, s obzirom na to da su napadi Armije BiH te godine natjerali Hrvate vareškog kraja u zbjeg. U svojem kratkom djelovanju Bobovac je zabilježio solidne rezultate.